# Монтеферанте
Монтеферанте (итал. Monteferrante) је насеље у Италији у округу Кјети, региону Абруцо.
Према процени из 2011. у насељу је живело 190 становника. Насеље се налази на надморској висини од 777 м.

## Становништво
Према резултатима пописа становништва 2011. у општини је живело 141 становника.
| 1931. | 1936. | 1951. | 1961. | 1971. | 1981. | 1991. | 2001. | 2011. |
| ----- | ----- | ----- | ----- | ----- | ----- | ----- | ----- | ----- |
| 650   | 659   | 635   | 468   | 315   | 222   | 216   | 190   | 141   |